# Эотиридиды
Эотиридиды (лат. Eothyrididae) — семейство крайне примитивных синапсид нижнепермской эпохи. Близки к казеидам, могут быть их предками. Вместе с казеидами образуют подотряд Caseasauria. М. Ф. Ивахненко отрицает принадлежность казеид, эотиридид, офиакодонтов и варанопсеид к синапсидной ветви амниот. Для этих животных им предложен подкласс Ophiacomorpha. Это связано с особенностями строения височной области этих групп, отличной от таковой настоящих синапсид — тероморфов.

## Описание
Эотиридиды отличаются короткой мордой, большими глазницами, череп низкий и широкий, височное окно небольшое, ноздри крупные. Присутствуют «рога» — небольшие выросты надвисочных костей. Зубы простые конические, есть пара «клыков» в каждой половине верхней челюсти. Зубной ряд прямой, на уровне нижнечелюстного сустава. Длина черепа не более 10 см. Скелет неизвестен, за исключением фрагментов конечностей.
По всем признакам эотиридиды — самые примитивные синапсиды, но они появляются в палеонтологической летописи довольно поздно. 
Вероятно, эотиридиды питались насекомыми и мелкими четвероногими, обитая вдали от водоёмов на равнинах и водоразделах. Это объясняет их отсутствие в большинстве известных нижнепермских и верхнекарбоновых фаун.

## Классификация
По данным сайта Fossilworks, на октябрь 2017 года в семейство включают 6 вымерших родов:
- Baldwinonus Romer & Price, 1940 (2 вида)
- Eothyris Romer, 1937 (1 вид) — из нижнепермской формации (артинская эпоха) Бель Плэйнс Техаса.
- Oedaleops Langston, Jr., 1965 (1 вид) — из формации Або Катлер (сакмарий) Нью Мексико.
- Stereophallodon Romer, 1937 (1 вид)
- Stereorhachis Gaudry, 1880 (1 вид)
- Vaughnictis Brocklehurst et al., 2016 (1 вид)